# 冰心

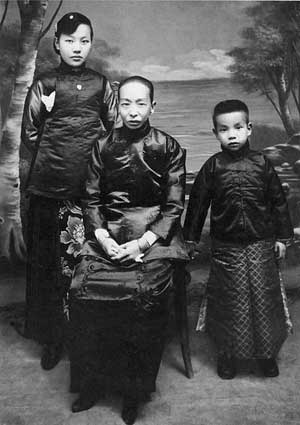
冰心与其母和三弟。

冰心（1900年10月5日—1999年2月28日），本名謝婉瑩，福建福州人，中国近代女诗人、小说家、散文家、儿童文学作家、翻译家与社会活动家，被视为中国儿童文学与新诗的先驱。其著作也与鲁迅、叶圣陶、茅盾等人的著作被视为普通话语法规范的出处。她的筆名冰心取自王昌齡的《芙蓉樓送辛漸》中的“一片冰心在玉壺”。

## 生平

### 早年生平

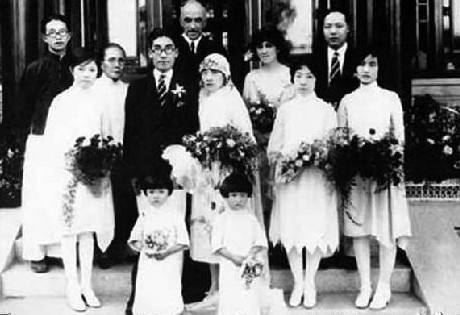
1926年，冰心和吴文藻结婚，主持人司徒雷登。

1900年10月5日冰心出生于福州三坊七巷谢家大宅（今福州市鼓楼区杨桥东路17号）的一個基督教家庭，该宅院也是林觉民故居，是冰心祖父谢銮恩从林觉民家属购得。
1911年冰心入福州女子师范学校预科学习。

### 进入文坛
1913年随父迁居北京，住在铁狮子胡同中剪子巷，其父谢葆璋前来北京出任民国政府海军部军学司长。1914年就读于北京教会学校贝满女中（美国公理会创办）。1918年入读协和女子大学理科，开始向往成为医生，后受“五四”影响，转文学系学习，曾被选为学生会文书，投身学生运动，此期間著有小說《斯人獨憔悴》、詩集《繁星》、《春水》，短篇小說《超人》。
1921年参加茅盾、郑振铎等人发起的文学研究会，努力实践“为人生”的艺术宗旨，出版了小说集《超人》，诗集《繁星》等。1922年出版了詩集《春水》。
1923年由燕京大學（由协和女子大学等教会学校合并而成）畢業後，到美國波士顿的威尔斯利学院（宋美龄也毕业于该校）攻讀英國文學，专事文学研究。曾把旅途和异邦的见闻写成散文寄回国内发表，结集为《寄小读者》，是中國早期的兒童文學作品。1926年获碩士学位后回國，冰心相继在燕京大学、清华大学女子文理学院任教。
1929年至1933年写有《分》、《南归》、《冬兒姑娘》等。还翻译了黎巴嫩作家紀伯倫·哈利勒·紀伯倫的《先知》。1933年末写就《我们太太的客厅》，内容被疑影射林徽因，成为文坛公案。抗日战争期间，在重庆用“男士”笔名写了《关于女人》。

### 日本任教与回归大陆
抗战胜利后，冰心旅居日本，1949年至1951年曾在东京大学新中国文学系执教，講授中國新文學史。
1951年回国后，除继续致力于创作外，还积极参加各种社会活动，曾任中国民主促进会中央名誉主席、中国文联副主席、中国作家协会名誉主席、顾问、中国翻译工作者协会名誉理事等职，更有《冰心小說散文選》、《我們把春天吵醒了》、《櫻花讚》等作品出版。
文化大革命时，冰心深受冲击。1966年8月27日，北外学生在谢家中找到了大量的私藏的封建古董书籍、和宋美龄的往来信件等等。冰心的丈夫被查到了一笔，五十年代回国后的不明资金流入，冰心说这是她丈夫吴在太平洋国际学会受到的资助，这把北京外国语大学的学生激怒了。1966年9月6日，该校造反派学生开了个展览会，展览了查抄到的物品，主要是美、日、台人员私人赠与她的旗袍、皮鞋、手表、金银首饰、银元、金条等， 谢脖子上用麻绳绑了个木牌，写着“资产阶级黑作家、司徒雷登干女儿”，展览从早上八点持续到下午五点，同时谢受到公开质询，但她按照周恩来嘱咐，只字未说。1970年初，年届70的冰心，被下放到湖北咸宁的五七干校接受劳动改造，直至1972年美国总统尼克松访华前，冰心与吴文藻才回到北京，接受官方交给的相关翻译任务。这时她与吴文藻、费孝通等合作翻译《世界史纲》、《世界史》等著作，她曾在《世纪印象》一文中写到：“九十年来……我的一颗爱祖国，爱人民的心，永远是坚如金石的”。
1994年9月因心功能衰弱需入住北京醫院；雖住院卻仍一直關心社會：1998年水災時她聞訊後捐出二千元，及後知道災情嚴重，再捐出一萬元稿酬到災區；冰心的病情至1999年2月13日忽然惡化，心跳加速血壓偏低並有發燒，翌日下午女兒吳冰帶同国务院總理朱鎔基親來醫院探望，至同年2月28日晚上九點於北京醫院病逝，享年98歲。

## 作品

### 詩集
- 《繁星•春水》，上海商務印書館，1923年
- 《冰心全集之二：冰心詩集》，上海北新書局，1932年；開明出版社，1943年

### 散文
- 《冰心全集之三：冰心散文集》，上海北新書局，1932年；開明出版社，1943年
- 《平綏沿線旅行記》，平綏鐵路管理局，1935年
- 《關於女人》，上海天地出版社，1943年
- 《南歸》，上海北新書局，1945年
- 《歸來以後》，作家出版社，1958年
- 《我們把春天吵醒了》，百花文藝出版社，1960年
- 《櫻花贊》，百花文藝出版社，1962年
- 《拾穗小劄》，作家出版社，1964年
- 《冰心散文選》，北京人民文學出版社，1983年之後冰心在1984創作其他小説

### 小說
- 《冰心全集之一：冰心小說集》，上海北新書局，1932年；開明出版社，1943年
- 《去國》，上海北新書局，1933年
- 《冬兒姑娘》，上海北新書局，1935年
- 《姑姑》，開明出版社，1987年

### 書信
- 《往事》，北平新華社，1931年

### 兒童文學
- 《陶奇的暑期日記》，北京少年兒童出版社，1956年
- 《還鄉雜記》，北京少年兒童出版社，1957年
- 《再寄小讀者》，北京人民日報、兒童時代，1958年
- 《寄小讀者（共26篇）》，開明出版社，1978年
- 《三寄小讀者》，北京少年兒童出版社，1981年
- 《只揀兒童多處行》，北京少年兒童出版社，1981年
- 《冰心作品選》，北京少年兒童出版社，1982年

### 論述
- 《記事珠》，北京人民文學出版社，1982年
- 《冰心論創作》，上海文藝出版社，1982年

### 合集
- 《閒情》(詩集、散文)，上海北新書局，1922年
- 《冰心小說散文選集》(小說、散文)，中國國際人文出版社，1954年
- 《小桔燈》(小說、散文、詩歌)，作家出版社，1960年

1980年*《晚晴集》(散文、小說)，百花文藝出版社，1980年  
- 《冰心選集》（二冊），成都四川人民出版社，1983年
- 《冰心文集》（三冊），上海文藝出版社，1983年

### 翻譯
- 《飛鳥集》(詩歌)，印度泰戈爾，1929年[5]
- 《先知》(散文詩)，美籍黎巴嫩詩人紀•哈•紀伯倫，新月書店 ，1931年9月
- 《印度童話集》(童話集)，印度穆•拉•安納德，中國青年出版社，1955年1月
- 《吉檀迦利》(詩集)，印度泰戈爾，北京人民文學出版社，1955年
- 《印度民間故事》(故事集)，印度穆•拉•安納德，少年兒童出版社，1955年
- 《泰戈爾詩選》（合譯）(詩集)，印度泰戈爾，人文出版社，1958年
- 《泰戈爾劇作集》(劇作集)，印度泰戈爾，中國戲劇出版社，1959年
- 《馬亨德拉詩抄》（合譯）(詩集)，尼泊爾馬亨德 作家出版社，1965年
- 《燃燈者》(詩集)，馬爾他安東•布蒂吉格 人民文學出版社，1981年

### 全集
- 《冰心全集》（八卷）卓如篇，福州：海峽文藝出版社，1994年12；(九卷)1999年3月；(十卷)2012年5月
  - 《冰心全集》第一冊　文學作品　1919 -1923年
  - 《冰心全集》第二冊　文學作品　1923-1941年
  - 《冰心全集》第三冊　文學作品　1942-1957年
  - 《冰心全集》第四冊　文學作品　1958-1961年
  - 《冰心全集》第五冊　文學作品　1962-1979年
  - 《冰心全集》第六冊　文學作品　1980-1986年
  - 《冰心全集》第七冊　文學作品　1987-1997年
  - 《冰心全集》第八冊　書信　1928-1997年
  - 《冰心全集》第九冊　譯文　1931-1961年
  - 《冰心全集》第十冊　譯文　1962-1980年

## 评价
- 冰心深受社会主义思潮影响，被认为是以爱的哲学特别是对下层人民的爱的思想贯穿写作的作家。巴金就将“爱”列为冰心作品的主题，评价到“一代代的青年读到冰心的书，懂得了爱：爱星星、爱大海、爱祖国，爱一切美好的事物。我希望年轻人都读一点冰心的书，都有一颗真诚的爱心”。[6]在作品风格上，冰心以文字柔和、清丽见长。
- 张爱玲在《我看苏青》中评价道：“如果必需把女作者特别分作一栏来评论的话，那么，把我同冰心、白薇她们来比较，我实在不能引以为荣。”而苏青亦评价到：“从前看冰心的诗和文章，觉得很美丽，后来看到她的照片，原来非常难看，又想到她在作品中常卖弄她的女性美，就没有兴趣再读她的文章了。”[7]
- 胡适评价到：“大多数的白话文作家都在探索一种适合于这种新的语言形式的风格，但他们当中很多人的文字十分粗糙，有些甚至十分鄙俗。但冰心女士曾经受过中国历史上伟大诗人的作品的熏陶，具有深厚的古文根底，因此她给这一新形式都来了一种柔美和优雅，既清新，又直接”。”
- 郁达夫评价到：“冰心女士散文的清丽、文字的典雅、思想的纯洁，在中国好算是独一无二的作家了。”
- 周作人则将冰心与徐志摩并举，称他们的作品“仿佛是鸭儿梨的样子，流丽轻脆，在白话的基本上加入古文方言欧化种种成分，把引车卖浆之徒的话进而为一种富有表现力的文章，这就是单从文体变迁上讲也是很大的一个贡献了。”
- 梁实秋评价到：“冰心女士是一位天才的作家，但是她的天才似乎是限于小说一方面，她的小说时常像一块锦绣，上面缀满了斑斓的彩绘，我们读了可以得到一些零碎的深厚的印象；她的小说又像是一碗八宝粥，里面掺满了各样的干果，我们读了可以得到杂样的甜酸的滋味。反言之，她的小说充满了零星的诗意。然而她在诗的一方面，截至现在为止，没有成就过什么比较的成功的作品，并且没有显露过什么将要成功征兆。”
- 茅盾评价到：“在所有‘五四’时期的作家中，只有冰心女士最属于她自己。她的作品中，不反映社会，却反映了她自己，她把自己反映得再清楚也没有。在这一点上，我觉得她的散文的价值比小说高，长些的诗篇比《繁星》和《春水》高。”

## 荣誉

### 外国勋章奖章
- 国家雪松骑士勋章（黎巴嫩，1995年3月批准，1997年于北京医院颁发，现藏於冰心文学馆[8][9][10]）

## 家庭

### 長輩
- 祖父謝鑾恩（1834年－1921年）
- 父亲谢葆璋（1865年1月3日－1940年）
- 母亲杨福慈（1871年－1930年1月7日）

### 兄弟
- 大弟谢为涵（又名冰仲）（1906年－1944年）。
- 二弟谢为杰（又名冰叔）（1908年9月5日－1986年1月12日），著名化工专家，曾任职于范旭东、侯德榜创办的永利铔厂，后又在中华人民共和国化学工业部任职。
- 三弟谢为楫（又名冰季）（1910年10月22日－1984年11月4日），作家，海事专业教授，曾任教于上海海关海事学校和兰州大学[11]。

### 丈夫、子侄
- 丈夫吳文藻（1901年12月20日－1985年9月24日），1929年与他结婚，育有一子两女。
- 长子吳平（原名吳宗生，1931年－2019年）。
- 长女吳冰（原名吳宗遠，1935年－2012年）。
- 次女吳青（原名吳宗黎，1937年－）。

## 争议

### 影射林徽因
1933年9月，冰心发表《我们太太的客厅》。小说着重描绘了一个周旋于各类男人之间的自恋虚荣、心机深重的“太太”形象，人物设置，家庭结构设置等等被当时文学界大多数人认为是影射林徽因，相比于真实的林徽因的情况，冰心在文章中对女主的出身，女主的丈夫（影射梁思成），甚至女主三四岁的女儿（影射梁再冰）进行种种添油加醋，夸张丑化。林徽因从山西考察庙宇建筑回来后，送给冰心一坛老陈醋作为回应。随着上世纪80，90年代林徽因被大众舆论重新重视，晚年冰心改口，声称《我们太太的客厅》不是写林徽因的，而是写陆小曼。

### 用抗战运输卡车谋私
1940年秋，有人向宋美龄推荐冰心来“妇女指导委员会”，做抗战的妇女动员工作，冰心应宋美龄邀请搬迁至重庆，在因汽油受限，大批有真正重要职务的人因为汽油受限而不得旅行的情况下，冰心要求用非常紧张的抗战运输卡车为其运输家具，包括她的席梦思床垫。

### 吹捧宋美龄
抗战结束后，冰心一家旅居日本，把“集各种各样的特点于一身”的赞美之辞，用来吹捧中华民国第一夫人宋美龄，并发表文章《我所见到的蒋夫人》、《最近的宋美龄女士》、《我眼中的宋美龄女士》。 随着国共内战后期中国国民党一方军事失利，政治衰败。冰心开始发表文章吹捧中国共产党，并成为支持中华人民共和国的左翼作家。晚年冰心一直在极力隐瞒自己与宋美龄、蒋介石之间曾经有过的友好关系。

### 儿孙丑闻
2012年5月31日，冰心的嫡孙吴山在位于北京八达岭的冰心、吴文藻纪念碑上用红漆写上“教子无方枉为人表”八个大字。事情的起因是吴山与其生父吴平发生了财产纠纷。据吴山透露，父亲吴平与母亲陈凌霞结婚后长期居住在一套陈母名下的房子中，家中开销家务一直由陈凌霞负担，陈父母家人帮衬，因为冰心地位高名气大，为顾全冰心的面子，陈凌霞和陈家一方对此一直隐忍。冰心在世时将其在北京的11套半房产分给了三个子女。吴平在冰心生前就出轨，与人偷情时曾被裸抓，当时陈凌霞要离婚，吴平拖着不肯离婚，因为冰心干涉施压陈凌霞没有将此事曝光，吴平为求和曾写下保证书将冰心分给他的房产直接过户给儿子吴山，但一直拖延并未落实，也没有留下过户证据。冰心死后，吴平再次与比自己小四十岁的女性出轨，离婚时，吴平声称岳母的房子在岳母去世时已经由妻子继承，此外妻子单位分房是婚后所得，因此都是婚后共同财产，要求将两套房产当作婚姻共同财产进行分割，但隐瞒他继承自冰心的4套房产，也没有给予经济补偿。陈凌霞罹患癌症后，吴平更是恶意转移婚内财产企图逃避分割，恶意占房，拒绝腾房，致使陈凌霞病中与儿子吴山蜗居于一五十多平米的小房。吴平还反告前妻和儿子，要求他们腾出石景山区的一套住房给自己。吴山忍无可忍，最终向冰心墓碑泼漆，希望引起社会关注。

## 扩展阅读
- 虞萍：〈冰心的日本之旅与日本的冰心研究（页面存档备份，存于）〉。
- （英文） Chen, Mao. "In and Out of Home: Bing Xin Recontextualized" (Chapter 5). In: Williams, Philip F. (editor). Asian Literary Voices: From Marginal to Mainstream (（页面存档备份，存于）). Amsterdam University Press, 2010. ISBN 978-90-8964-092-5. p. 63-70. Available at the OAPEN Library.

### 畫像
- 冰心 / 江啟明 (Kong Kai Ming)   Portrait Gallery of Chinese Writers (Hong Kong Baptist University Library 香港浸會大學圖書館)